# Costa Rica en la Copa Mundial de Fútbol de 2022
La selección de Costa Rica fue uno de los treinta y dos equipos participantes en la Copa Mundial de Fútbol de 2022, torneo que se llevó a cabo del 20 de noviembre al 18 de diciembre en Catar.
Fue la sexta participación de Costa Rica, formó parte del Grupo E, junto a España, Japón y Alemania.

## Clasificación

### Tabla de posiciones

#### Tercera ronda (Octagonal final)
| Pos. | Selección      | Pts. | PJ | PG | PE | PP | GF | GC | Dif. |
| ---- | -------------- | ---- | -- | -- | -- | -- | -- | -- | ---- |
| 1.   | Canadá         | 28   | 14 | 8  | 4  | 2  | 23 | 7  | 16   |
| 2.   | México         | 28   | 14 | 8  | 4  | 2  | 17 | 8  | 9    |
| 3.   | Estados Unidos | 25   | 14 | 7  | 4  | 3  | 21 | 10 | 11   |
| 4.   | Costa Rica     | 25   | 14 | 7  | 4  | 3  | 13 | 8  | 5    |
| 5.   | Panamá         | 21   | 14 | 6  | 3  | 5  | 17 | 19 | −2   |
| 6.   | Jamaica        | 11   | 14 | 2  | 5  | 7  | 12 | 22 | −10  |
| 7.   | El Salvador    | 10   | 14 | 2  | 4  | 8  | 8  | 18 | −10  |
| 8.   | Honduras       | 4    | 14 | 0  | 4  | 10 | 7  | 26 | −19  |

| Fecha                   | Lugar            |                |                           | Resultado |                           |                |
| ----------------------- | ---------------- | -------------- | ------------------------- | --------- | ------------------------- | -------------- |
| 2 de septiembre de 2021 | Ciudad de Panamá | Panamá         | Bandera de Panamá         | 0:0 (0:0) | Bandera de Costa Rica     | Costa Rica     |
| 5 de septiembre de 2021 | San José         | Costa Rica     | Bandera de Costa Rica     | 0:1 (0:1) | Bandera de México         | México         |
| 8 de septiembre de 2022 | San José         | Costa Rica     | Bandera de Costa Rica     | 1:1 (1:0) | Bandera de Jamaica        | Jamaica        |
| 7 de octubre de 2021    | San Pedro Sula   | Honduras       | Bandera de Honduras       | 0:0 (0:0) | Bandera de Costa Rica     | Costa Rica     |
| 10 de octubre de 2022   | San José         | Costa Rica     | Bandera de Costa Rica     | 2:1 (0:1) | Bandera de Honduras       | Honduras       |
| 13 de octubre de 2021   | Colombus         | Estados Unidos | Bandera de Estados Unidos | 2:1 (1:1) | Bandera de Costa Rica     | Costa Rica     |
| 12 de noviembre de 2021 | Norwood          | Canadá         | Bandera de Canadá         | 1:0 (0:0) | Bandera de Costa Rica     | Costa Rica     |
| 16 de noviembre de 2021 | San José         | Costa Rica     | Bandera de Costa Rica     | 2:1 (1:1) | Bandera de Honduras       | Honduras       |
| 27 de enero de 2022     | San José         | Costa Rica     | Bandera de Costa Rica     | 1:0 (0:0) | Bandera de Panamá         | Panamá         |
| 30 de enero de 2022     | Ciudad de México | México         | Bandera de México         | 0:0 (0:0) | Bandera de Costa Rica     | Costa Rica     |
| 2 de febrero de 2022    | Kingston         | Jamaica        | Bandera de Jamaica        | 0:1 (0:0) | Bandera de Costa Rica     | Costa Rica     |
| 24 de marzo de 2022     | San José         | Costa Rica     | Bandera de Costa Rica     | 1:0 (1:0) | Bandera de Canadá         | Canadá         |
| 27 de marzo de 2022     | San Salvador     | El Salvador    | Bandera de El Salvador    | 1:2 (1:1) | Bandera de Costa Rica     | Costa Rica     |
| 30 de marzo de 2022     | San José         | Costa Rica     | Bandera de Costa Rica     | 2:0 (0:0) | Bandera de Estados Unidos | Estados Unidos |

#### Repechaje
| Fecha               | Lugar |            |                       | Resultado |                          |               |
| ------------------- | ----- | ---------- | --------------------- | --------- | ------------------------ | ------------- |
| 14 de junio de 2022 | Rayán | Costa Rica | Bandera de Costa Rica | 1:0 (1:0) | Bandera de Nueva Zelanda | Nueva Zelanda |

### Goleadores
| Jugador           | Goles |
| ----------------- | ----- |
| Joel Campbell     | 3     |
| Bryan Ruiz        | 2     |
| Celso Borges      | 2     |
| Anthony Contreras | 2     |
| Jimmy Marín       | 1     |
| Keysher Fuller    | 1     |
| Óscar Duarte      | 1     |
| Gerson Torres     | 1     |
| Juan Pablo Vargas | 1     |

## Preparación

### Amistosos previos
| 23 de septiembre de 2022 | Corea del Sur                          | 2:2 (1:1) | Costa Rica               | Estadio de Goyang, Goyang |                       |
|                          | Hwang Hee-chan 28' · Son Heung-min 85' | Reporte   | Jewison Bennette 41' 63' | Árbitro(s): Alex King     | Árbitro(s): Alex King |

| 27 de septiembre de 2022 | Uzbekistán           | 1:2 (1:0) | Costa Rica                                     | Estadio Mundialista de Suwon, Suwon |                          |
|                          | Eldor Shomurodov 25' | Reporte   | Anthony Hernández 90+2' · Kendall Waston 90+4' | Árbitro(s): Dae-yong Kim            | Árbitro(s): Dae-yong Kim |

| 9 de noviembre de 2022 | Costa Rica                           | 2:0 (1:0) | Nigeria | Estadio Nacional, San José           |                                      |
|                        | Óscar Duarte 7' · Kendall Waston 73' | Reporte   |         | Árbitro(s): Fernando Hernández Gómez | Árbitro(s): Fernando Hernández Gómez |

## Plantel

### Lista de convocados
Entrenador:  Luis Fernando Suárez
| No. | Pos. | Jugador           | Fecha de nacimiento (edad)         | Apa. | Goles | Club                      |
| --- | ---- | ----------------- | ---------------------------------- | ---- | ----- | ------------------------- |
| 1   | POR  | Keylor Navas      | 15 de diciembre de 1986 (35 años)  | 107  | 0     | París Saint-Germain F. C. |
| 2   | DEF  | Daniel Chacón     | 11 de abril de 2001 (21 años)      | 9    | 0     | C. S. Cartaginés          |
| 3   | DEF  | Juan Pablo Vargas | 6 de junio de 1995 (27 años)       | 12   | 1     | Millonarios F. C.         |
| 4   | DEF  | Keysher Fuller    | 12 de julio de 1994 (28 años)      | 31   | 2     | C. S. Herediano           |
| 5   | MED  | Celso Borges      | 27 de mayo de 1988 (34 años)       | 155  | 27    | L. D. Alajuelense         |
| 6   | DEF  | Óscar Duarte      | 3 de junio de 1989 (33 años)       | 71   | 4     | Al-Wehda Club             |
| 7   | DEL  | Anthony Contreras | 29 de enero de 2000 (22 años)      | 9    | 2     | C. S. Herediano           |
| 8   | DEF  | Bryan Oviedo      | 18 de febrero de 1990 (32 años)    | 76   | 2     | Real Salt Lake            |
| 9   | MED  | Jewison Bennette  | 15 de junio de 2004 (18 años)      | 7    | 2     | Sunderland A. F. C.       |
| 10  | MED  | Bryan Ruiz        | 28 de agosto de 1985 (37 años)     | 148  | 29    | L. D. Alajuelense         |
| 11  | DEL  | Johan Venegas     | 27 de noviembre de 1988 (33 años)  | 82   | 11    | L. D. Alajuelense         |
| 12  | DEL  | Joel Campbell     | 26 de junio de 1992 (30 años)      | 120  | 25    | Club León                 |
| 13  | MED  | Gerson Torres     | 28 de agosto de 1997 (25 años)     | 13   | 1     | C. S. Herediano           |
| 14  | MED  | Youstin Salas     | 17 de junio de 1996 (26 años)      | 4    | 0     | Deportivo Saprissa        |
| 15  | DEF  | Francisco Calvo   | 8 de julio de 1992 (30 años)       | 75   | 8     | Konyaspor                 |
| 16  | DEF  | Carlos Martínez   | 30 de marzo de 1999 (23 años)      | 7    | 0     | A. D. San Carlos          |
| 17  | MED  | Yeltsin Tejeda    | 17 de marzo de 1992 (30 años)      | 72   | 0     | C. S. Herediano           |
| 18  | POR  | Esteban Alvarado  | 28 de abril de 1989 (33 años)      | 25   | 0     | C. S. Herediano           |
| 19  | DEF  | Kendall Waston    | 1 de enero de 1988 (34 años)       | 62   | 9     | Deportivo Saprissa        |
| 20  | MED  | Brandon Aguilera  | 28 de junio de 2003 (19 años)      | 5    | 0     | A. D. Guanacasteca        |
| 21  | MED  | Douglas López     | 21 de septiembre de 1998 (24 años) | 3    | 0     | C. S. Herediano           |
| 22  | DEF  | Ronald Matarrita  | 9 de julio de 1994 (28 años)       | 52   | 3     | F. C. Cincinnati          |
| 23  | POR  | Patrick Sequeira  | 1 de marzo de 1999 (23 años)       | 2    | 0     | C. D. Lugo                |
| 24  | MED  | Roan Wilson       | 1 de mayo de 2002 (20 años)        | 3    | 0     | A. D. Municipal Grecia    |
| 25  | MED  | Anthony Hernández | 11 de octubre de 2001 (21 años)    | 3    | 1     | Puntarenas F. C.          |
| 26  | MED  | Álvaro Zamora     | 9 de marzo de 2002 (20 años)       | 3    | 0     | Deportivo Saprissa        |

## Participación
- Los horarios son correspondientes a la hora local de Catar (UTC+3).

### Partidos
| Fecha           | Lugar | Instancia      | Local      |                       | Resultado |                       | Visitante  |
| --------------- | ----- | -------------- | ---------- | --------------------- | --------- | --------------------- | ---------- |
| 23 de noviembre | Doha  | Fase de grupos | España     | Bandera de España     | 7:0 (3:0) | Bandera de Costa Rica | Costa Rica |
| 27 de noviembre | Rayán | Fase de grupos | Japón      | Bandera de Japón      | 0:1 (0:0) | Bandera de Costa Rica | Costa Rica |
| 1 de diciembre  | Jor   | Fase de grupos | Costa Rica | Bandera de Costa Rica | 2:4 (0:1) | Bandera de Alemania   | Alemania   |

### Fase de grupos - Grupo E
| Selección  | Pts | PJ | PG | PE | PP | GF | GC | Dif |
| ---------- | --- | -- | -- | -- | -- | -- | -- | --- |
| Japón      | 6   | 3  | 2  | 0  | 1  | 4  | 3  | +1  |
| España     | 4   | 3  | 1  | 1  | 1  | 9  | 3  | +6  |
| Alemania   | 4   | 3  | 1  | 1  | 1  | 6  | 5  | +1  |
| Costa Rica | 3   | 3  | 1  | 0  | 2  | 3  | 11 | –8  |

|  | Clasificados a los octavos de final. |

#### España vs. Costa Rica
| 23 de noviembre | España                                                                                     | 7:0 (3:0) | Costa Rica | Estadio Al Thumama, Doha                                                           |                                                                                    |
| 19:00           | - Olmo 11' - Asensio 21' - F. Torres 31' (pen.), 54' - Gavi 74' - Soler 90' - Morata 90+2' | Reporte   |            | Asistencia: 40 013 espectadores Árbitro(s): Mohammed Abdulla VAR: Abdulla Al-Marri | Asistencia: 40 013 espectadores Árbitro(s): Mohammed Abdulla VAR: Abdulla Al-Marri |

| 23         | Guardameta     | Unai Simón            |     |
| 2          | Defensa        | César Azpilicueta     |     |
| 16         | Defensa        | Rodri Hernández       |     |
| 24         | Defensa        | Aymeric Laporte       |     |
| 18         | Defensa        | Jordi Alba            | 64' |
| 9          | Centrocampista | Gavi                  |     |
| 5          | Centrocampista | Sergio Busquets       | 64' |
| 26         | Centrocampista | Pedri                 | 57' |
| 11         | Delantero      | Ferran Torres         | 57' |
| 10         | Delantero      | Marco Asensio         | 69' |
| 21         | Delantero      | Dani Olmo             |     |
| Entrenador | Entrenador     | Luis Enrique Martínez |     |

| 1          | Guardameta     | Keylor Navas         |     |
| 16         | Defensa        | Carlos Martínez      | 46' |
| 4          | Defensa        | Keysher Fuller       |     |
| 6          | Defensa        | Óscar Duarte         |     |
| 15         | Defensa        | Francisco Calvo      |     |
| 8          | Defensa        | Bryan Oviedo         | 82' |
| 12         | Centrocampista | Joel Campbell        |     |
| 5          | Centrocampista | Celso Borges         | 72' |
| 17         | Centrocampista | Yeltsin Tejeda       |     |
| 9          | Centrocampista | Jewison Bennette     | 61' |
| 7          | Delantero      | Anthony Contreras    | 61' |
| Entrenador | Entrenador     | Luis Fernando Suárez |     |

| 7  | Delantero      | Álvaro Morata     | 57' |
| 19 | Centrocampista | Carlos Soler      | 57' |
| 14 | Defensa        | Alejandro Balde   | 64' |
| 8  | Centrocampista | Koke Resurrección | 64' |
| 12 | Delantero      | Nico Williams     | 69' |

| 19 | Defensa        | Kendall Waston   | 46' |
| 26 | Centrocampista | Álvaro Zamora    | 61' |
| 10 | Centrocampista | Bryan Ruiz       | 61' |
| 20 | Centrocampista | Brandon Aguilera | 72' |
| 22 | Defensa        | Ronald Matarrita | 82' |

| Anotado         | 11'   | Dani Olmo     | 1–0 |
| Anotado         | 21'   | Marco Asensio | 2–0 |
| Anotado · Penal | 31'   | Ferran Torres | 3–0 |
| Anotado         | 54'   | Ferran Torres | 4–0 |
| Anotado         | 74'   | Gavi          | 5–0 |
| Anotado         | 90'   | Carlos Soler  | 6–0 |
| Anotado         | 90+2' | Álvaro Morata | 7–0 |

| Amonestado | 68'   | Francisco Calvo |
| Amonestado | 90+7' | Joel Campbell   |

| Árbitro             | Mohammed Abdulla Hassan Mohamed |
| Árbitros asistentes | Mohamed Al-Hammadi              |
| Árbitros asistentes | Hasan Al-Mahri                  |
| Cuarto árbitro      | Ma Ning                         |
| Quinto árbitro      | Shi Xiang                       |
| VAR                 | Abdulla Al-Marri                |
| Adicionales VAR     | Muhammad Bin Jahari             |
| Adicionales VAR     | Bruno Pires                     |
| Adicionales VAR     | Tomasz Kwiatkowski              |
| Adicionales VAR     | Taleb Al-Marri                  |

| 23         | Guardameta     | Unai Simón            |     |
| 2          | Defensa        | César Azpilicueta     |     |
| 16         | Defensa        | Rodri Hernández       |     |
| 24         | Defensa        | Aymeric Laporte       |     |
| 18         | Defensa        | Jordi Alba            | 64' |
| 9          | Centrocampista | Gavi                  |     |
| 5          | Centrocampista | Sergio Busquets       | 64' |
| 26         | Centrocampista | Pedri                 | 57' |
| 11         | Delantero      | Ferran Torres         | 57' |
| 10         | Delantero      | Marco Asensio         | 69' |
| 21         | Delantero      | Dani Olmo             |     |
| Entrenador | Entrenador     | Luis Enrique Martínez |     |

| 1          | Guardameta     | Keylor Navas         |     |
| 16         | Defensa        | Carlos Martínez      | 46' |
| 4          | Defensa        | Keysher Fuller       |     |
| 6          | Defensa        | Óscar Duarte         |     |
| 15         | Defensa        | Francisco Calvo      |     |
| 8          | Defensa        | Bryan Oviedo         | 82' |
| 12         | Centrocampista | Joel Campbell        |     |
| 5          | Centrocampista | Celso Borges         | 72' |
| 17         | Centrocampista | Yeltsin Tejeda       |     |
| 9          | Centrocampista | Jewison Bennette     | 61' |
| 7          | Delantero      | Anthony Contreras    | 61' |
| Entrenador | Entrenador     | Luis Fernando Suárez |     |

| 7  | Delantero      | Álvaro Morata     | 57' |
| 19 | Centrocampista | Carlos Soler      | 57' |
| 14 | Defensa        | Alejandro Balde   | 64' |
| 8  | Centrocampista | Koke Resurrección | 64' |
| 12 | Delantero      | Nico Williams     | 69' |

| 19 | Defensa        | Kendall Waston   | 46' |
| 26 | Centrocampista | Álvaro Zamora    | 61' |
| 10 | Centrocampista | Bryan Ruiz       | 61' |
| 20 | Centrocampista | Brandon Aguilera | 72' |
| 22 | Defensa        | Ronald Matarrita | 82' |

| Anotado         | 11'   | Dani Olmo     | 1–0 |
| Anotado         | 21'   | Marco Asensio | 2–0 |
| Anotado · Penal | 31'   | Ferran Torres | 3–0 |
| Anotado         | 54'   | Ferran Torres | 4–0 |
| Anotado         | 74'   | Gavi          | 5–0 |
| Anotado         | 90'   | Carlos Soler  | 6–0 |
| Anotado         | 90+2' | Álvaro Morata | 7–0 |

| Amonestado | 68'   | Francisco Calvo |
| Amonestado | 90+7' | Joel Campbell   |

| Árbitro             | Mohammed Abdulla Hassan Mohamed |
| Árbitros asistentes | Mohamed Al-Hammadi              |
| Árbitros asistentes | Hasan Al-Mahri                  |
| Cuarto árbitro      | Ma Ning                         |
| Quinto árbitro      | Shi Xiang                       |
| VAR                 | Abdulla Al-Marri                |
| Adicionales VAR     | Muhammad Bin Jahari             |
| Adicionales VAR     | Bruno Pires                     |
| Adicionales VAR     | Tomasz Kwiatkowski              |
| Adicionales VAR     | Taleb Al-Marri                  |

| \| Estadísticas \| \| \| \| Tiros \| 17 \| 0 \| \| Tiros a puerta \| 8 \| 0 \| \| Faltas \| 8 \| 12 \| \| Saques de esquina \| 5 \| 0 \| \| Penaltis \| 1 \| 0 \| \| Fueras de juego \| 3 \| 7 \| \| Posesión de balón \| 82% \| 18% \| | Alineación inicial |                       |
| Estadísticas | Bandera de España  | Bandera de Costa Rica |
| Tiros | 17                 | 0                     |
| Tiros a puerta | 8                  | 0                     |
| Faltas | 8                  | 12                    |
| Saques de esquina | 5                  | 0                     |
| Penaltis | 1                  | 0                     |
| Fueras de juego | 3                  | 7                     |
| Posesión de balón | 82%                | 18%                   |

#### Japón vs. Costa Rica
| 27 de noviembre | Japón | 0:1 (0:0) | Costa Rica | Estadio Áhmad bin Ali, Rayán                                                   |                                                                                |
| 13:00           |       | Reporte   | Fuller 81' | Asistencia: 41 479 espectadores Árbitro(s): Michael Oliver VAR: Jérôme Brisard | Asistencia: 41 479 espectadores Árbitro(s): Michael Oliver VAR: Jérôme Brisard |

| 12         | Guardameta     | Shūichi Gonda   |     |
| 2          | Defensa        | Miki Yamane     | 62' |
| 4          | Defensa        | Ko Itakura      |     |
| 22         | Defensa        | Maya Yoshida    |     |
| 5          | Defensa        | Yūto Nagatomo   | 46' |
| 6          | Centrocampista | Wataru Endō     |     |
| 13         | Centrocampista | Hidemasa Morita |     |
| 8          | Centrocampista | Ritsu Dōan      | 67' |
| 15         | Centrocampista | Daichi Kamada   |     |
| 24         | Centrocampista | Yūki Sōma       | 82' |
| 21         | Delantero      | Ayase Ueda      | 46' |
| Entrenador | Entrenador     | Hajime Moriyasu |     |

| 1          | Guardameta     | Keylor Navas         |       |
| 19         | Defensa        | Kendall Waston       |       |
| 6          | Defensa        | Óscar Duarte         |       |
| 15         | Defensa        | Francisco Calvo      |       |
| 8          | Defensa        | Bryan Oviedo         |       |
| 4          | Centrocampista | Keysher Fuller       |       |
| 5          | Centrocampista | Celso Borges         | 89'   |
| 17         | Centrocampista | Yeltsin Tejeda       |       |
| 13         | Centrocampista | Gerson Torres        | 65'   |
| 12         | Delantero      | Joel Campbell        | 90+5' |
| 7          | Delantero      | Anthony Contreras    | 65'   |
| Entrenador | Entrenador     | Luis Fernando Suárez |       |

| 26 | Defensa        | Hiroki Itō      | 46' |
| 18 | Delantero      | Takuma Asano    | 46' |
| 9  | Delantero      | Kaoru Mitoma    | 62' |
| 14 | Centrocampista | Junya Ito       | 67' |
| 10 | Centrocampista | Takumi Minamino | 82' |

| 20 | Centrocampista | Brandon Aguilera | 65'   |
| 9  | Centrocampista | Jewison Bennette | 65'   |
| 14 | Centrocampista | Youstin Salas    | 89'   |
| 2  | Defensa        | Daniel Chacón    | 90+5' |

| Anotado | 81' | Keysher Fuller | 0–1 |

| Amonestado | 44'   | Miki Yamane |
| Amonestado | 84'   | Ko Itakura  |
| Amonestado | 90+3' | Wataru Endō |

| Amonestado | 41' | Anthony Contreras |
| Amonestado | 61' | Celso Borges      |
| Amonestado | 70' | Francisco Calvo   |

| Árbitro             | Michael Oliver       |
| Árbitros asistentes | Stuart Burt          |
| Árbitros asistentes | Simon Bennett        |
| Cuarto árbitro      | Maguette N'Diaye     |
| Quinto árbitro      | El Hadj Malick Samba |
| VAR                 | Jérôme Brisard       |
| Adicionales VAR     | Benoît Millot        |
| Adicionales VAR     | Cyril Gringore       |
| Adicionales VAR     | Adil Zourak          |
| Adicionales VAR     | Nicolas Danos        |

| 12         | Guardameta     | Shūichi Gonda   |     |
| 2          | Defensa        | Miki Yamane     | 62' |
| 4          | Defensa        | Ko Itakura      |     |
| 22         | Defensa        | Maya Yoshida    |     |
| 5          | Defensa        | Yūto Nagatomo   | 46' |
| 6          | Centrocampista | Wataru Endō     |     |
| 13         | Centrocampista | Hidemasa Morita |     |
| 8          | Centrocampista | Ritsu Dōan      | 67' |
| 15         | Centrocampista | Daichi Kamada   |     |
| 24         | Centrocampista | Yūki Sōma       | 82' |
| 21         | Delantero      | Ayase Ueda      | 46' |
| Entrenador | Entrenador     | Hajime Moriyasu |     |

| 1          | Guardameta     | Keylor Navas         |       |
| 19         | Defensa        | Kendall Waston       |       |
| 6          | Defensa        | Óscar Duarte         |       |
| 15         | Defensa        | Francisco Calvo      |       |
| 8          | Defensa        | Bryan Oviedo         |       |
| 4          | Centrocampista | Keysher Fuller       |       |
| 5          | Centrocampista | Celso Borges         | 89'   |
| 17         | Centrocampista | Yeltsin Tejeda       |       |
| 13         | Centrocampista | Gerson Torres        | 65'   |
| 12         | Delantero      | Joel Campbell        | 90+5' |
| 7          | Delantero      | Anthony Contreras    | 65'   |
| Entrenador | Entrenador     | Luis Fernando Suárez |       |

| 26 | Defensa        | Hiroki Itō      | 46' |
| 18 | Delantero      | Takuma Asano    | 46' |
| 9  | Delantero      | Kaoru Mitoma    | 62' |
| 14 | Centrocampista | Junya Ito       | 67' |
| 10 | Centrocampista | Takumi Minamino | 82' |

| 20 | Centrocampista | Brandon Aguilera | 65'   |
| 9  | Centrocampista | Jewison Bennette | 65'   |
| 14 | Centrocampista | Youstin Salas    | 89'   |
| 2  | Defensa        | Daniel Chacón    | 90+5' |

| Anotado | 81' | Keysher Fuller | 0–1 |

| Amonestado | 44'   | Miki Yamane |
| Amonestado | 84'   | Ko Itakura  |
| Amonestado | 90+3' | Wataru Endō |

| Amonestado | 41' | Anthony Contreras |
| Amonestado | 61' | Celso Borges      |
| Amonestado | 70' | Francisco Calvo   |

| Árbitro             | Michael Oliver       |
| Árbitros asistentes | Stuart Burt          |
| Árbitros asistentes | Simon Bennett        |
| Cuarto árbitro      | Maguette N'Diaye     |
| Quinto árbitro      | El Hadj Malick Samba |
| VAR                 | Jérôme Brisard       |
| Adicionales VAR     | Benoît Millot        |
| Adicionales VAR     | Cyril Gringore       |
| Adicionales VAR     | Adil Zourak          |
| Adicionales VAR     | Nicolas Danos        |

| \| Estadísticas \| \| \| \| Tiros \| 13 \| 4 \| \| Tiros a puerta \| 3 \| 1 \| \| Faltas \| 22 \| 9 \| \| Saques de esquina \| 5 \| 0 \| \| Penaltis \| 0 \| 0 \| \| Fueras de juego \| 0 \| 2 \| \| Posesión de balón \| 57% \| 43% \| | Alineación inicial |                       |
| Estadísticas | Bandera de Japón   | Bandera de Costa Rica |
| Tiros | 13                 | 4                     |
| Tiros a puerta | 3                  | 1                     |
| Faltas | 22                 | 9                     |
| Saques de esquina | 5                  | 0                     |
| Penaltis | 0                  | 0                     |
| Fueras de juego | 0                  | 2                     |
| Posesión de balón | 57%                | 43%                   |

#### Costa Rica vs. Alemania
| 1 de diciembre | Costa Rica                | 2:4 (0:1) | Alemania                                       | Estadio Al Bayt, Jor                                                          |                                                                               |
| 22:00          | - Tejeda 58' - Vargas 70' | Reporte   | - Gnabry 10' - Havertz 73', 85' - Füllkrug 89' | Asistencia: 67 054 espectadores Árbitra: Stéphanie Frappart VAR: Drew Fischer | Asistencia: 67 054 espectadores Árbitra: Stéphanie Frappart VAR: Drew Fischer |

| 1          | Guardameta     | Keylor Navas         |       |
| 6          | Defensa        | Óscar Duarte         |       |
| 19         | Defensa        | Kendall Waston       |       |
| 3          | Defensa        | Juan Pablo Vargas    |       |
| 4          | Centrocampista | Keysher Fuller       | 74'   |
| 5          | Centrocampista | Celso Borges         |       |
| 17         | Centrocampista | Yeltsin Tejeda       | 90+3' |
| 8          | Centrocampista | Bryan Oviedo         | 90+3' |
| 22         | Delantero      | Brandon Aguilera     | 46'   |
| 11         | Delantero      | Johan Venegas        | 74'   |
| 12         | Delantero      | Joel Campbell        |       |
| Entrenador | Entrenador     | Luis Fernando Suárez |       |

| 1          | Guardameta     | Manuel Neuer    |       |
| 6          | Defensa        | Joshua Kimmich  |       |
| 15         | Defensa        | Niklas Süle     | 90+3' |
| 2          | Defensa        | Antonio Rüdiger |       |
| 3          | Defensa        | David Raum      | 67'   |
| 21         | Centrocampista | İlkay Gündoğan  | 55'   |
| 8          | Centrocampista | Leon Goretzka   | 46'   |
| 10         | Centrocampista | Serge Gnabry    |       |
| 14         | Centrocampista | Jamal Musiala   |       |
| 19         | Centrocampista | Leroy Sané      |       |
| 13         | Delantero      | Thomas Müller   | 67'   |
| Entrenador | Entrenador     | Hansi Flick     |       |

| 14 | Centrocampista | Youstin Salas     | 46'   |
| 9  | Delantero      | Jewison Bennett   | 74'   |
| 12 | Defensa        | Ronald Matarrita  | 74'   |
| 7  | Delantero      | Anthony Contreras | 90+3' |
| 24 | Centrocampista | Roan Wilson       | 90+3' |

| 16 | Defensa        | Lukas Klostermann | 46'   |
| 9  | Delantero      | Niclas Füllkrug   | 55'   |
| 7  | Delantero      | Kai Havertz       | 67'   |
| 11 | Centrocampista | Mario Götze       | 67'   |
| 4  | Defensa        | Matthias Ginter   | 90+3' |

| Anotado | 58' | Yeltsin Tejeda    | 1–1 |
| Anotado | 70' | Juan Pablo Vargas | 2–1 |

| Anotado | 10' | Serge Gnabry    | 0–1 |
| Anotado | 73' | Kai Havertz     | 2–2 |
| Anotado | 85' | Kai Havertz     | 2–3 |
| Anotado | 89' | Niclas Füllkrug | 2–4 |

| Amonestado | 76' | Óscar Duarte |

| Árbitra             | Stéphanie Frappart  |
| Árbitros asistentes | Neuza Back          |
| Árbitros asistentes | Karen Díaz          |
| Cuarto árbitro      | Said Martínez       |
| Quinto árbitro      | Walter López        |
| VAR                 | Drew Fischer        |
| Adicionales VAR     | Jérôme Brisard      |
| Adicionales VAR     | Kathryn Nesbitt     |
| Adicionales VAR     | Massimiliano Irrati |
| Adicionales VAR     | Corey Parker        |

| 1          | Guardameta     | Keylor Navas         |       |
| 6          | Defensa        | Óscar Duarte         |       |
| 19         | Defensa        | Kendall Waston       |       |
| 3          | Defensa        | Juan Pablo Vargas    |       |
| 4          | Centrocampista | Keysher Fuller       | 74'   |
| 5          | Centrocampista | Celso Borges         |       |
| 17         | Centrocampista | Yeltsin Tejeda       | 90+3' |
| 8          | Centrocampista | Bryan Oviedo         | 90+3' |
| 22         | Delantero      | Brandon Aguilera     | 46'   |
| 11         | Delantero      | Johan Venegas        | 74'   |
| 12         | Delantero      | Joel Campbell        |       |
| Entrenador | Entrenador     | Luis Fernando Suárez |       |

| 1          | Guardameta     | Manuel Neuer    |       |
| 6          | Defensa        | Joshua Kimmich  |       |
| 15         | Defensa        | Niklas Süle     | 90+3' |
| 2          | Defensa        | Antonio Rüdiger |       |
| 3          | Defensa        | David Raum      | 67'   |
| 21         | Centrocampista | İlkay Gündoğan  | 55'   |
| 8          | Centrocampista | Leon Goretzka   | 46'   |
| 10         | Centrocampista | Serge Gnabry    |       |
| 14         | Centrocampista | Jamal Musiala   |       |
| 19         | Centrocampista | Leroy Sané      |       |
| 13         | Delantero      | Thomas Müller   | 67'   |
| Entrenador | Entrenador     | Hansi Flick     |       |

| 14 | Centrocampista | Youstin Salas     | 46'   |
| 9  | Delantero      | Jewison Bennett   | 74'   |
| 12 | Defensa        | Ronald Matarrita  | 74'   |
| 7  | Delantero      | Anthony Contreras | 90+3' |
| 24 | Centrocampista | Roan Wilson       | 90+3' |

| 16 | Defensa        | Lukas Klostermann | 46'   |
| 9  | Delantero      | Niclas Füllkrug   | 55'   |
| 7  | Delantero      | Kai Havertz       | 67'   |
| 11 | Centrocampista | Mario Götze       | 67'   |
| 4  | Defensa        | Matthias Ginter   | 90+3' |

| Anotado | 58' | Yeltsin Tejeda    | 1–1 |
| Anotado | 70' | Juan Pablo Vargas | 2–1 |

| Anotado | 10' | Serge Gnabry    | 0–1 |
| Anotado | 73' | Kai Havertz     | 2–2 |
| Anotado | 85' | Kai Havertz     | 2–3 |
| Anotado | 89' | Niclas Füllkrug | 2–4 |

| Amonestado | 76' | Óscar Duarte |

| Árbitra             | Stéphanie Frappart  |
| Árbitros asistentes | Neuza Back          |
| Árbitros asistentes | Karen Díaz          |
| Cuarto árbitro      | Said Martínez       |
| Quinto árbitro      | Walter López        |
| VAR                 | Drew Fischer        |
| Adicionales VAR     | Jérôme Brisard      |
| Adicionales VAR     | Kathryn Nesbitt     |
| Adicionales VAR     | Massimiliano Irrati |
| Adicionales VAR     | Corey Parker        |

| \| Estadísticas \| \| \| \| Tiros \| 7 \| 32 \| \| Tiros a puerta \| 5 \| 11 \| \| Faltas \| 3 \| 9 \| \| Saques de esquina \| 1 \| 14 \| \| Penaltis \| 0 \| 0 \| \| Fueras de juego \| 4 \| 3 \| \| Posesión de balón \| 32% \| 68% \| | Alineación inicial    |                     |
| Estadísticas | Bandera de Costa Rica | Bandera de Alemania |
| Tiros | 7                     | 32                  |
| Tiros a puerta | 5                     | 11                  |
| Faltas | 3                     | 9                   |
| Saques de esquina | 1                     | 14                  |
| Penaltis | 0                     | 0                   |
| Fueras de juego | 4                     | 3                   |
| Posesión de balón | 32%                   | 68%                 |

## Estadísticas

### Participación de jugadores
| N.° | Pos        | Jugador          | PJ | Minutos jugados | Goles recibidos | Atajos | Tarjetas amarillas | Doble tarjeta amarilla y roja | Tarjetas rojas |
| --- | ---------- | ---------------- | -- | --------------- | --------------- | ------ | ------------------ | ----------------------------- | -------------- |
| 1   | Guardameta | Keylor Navas     | 3  | 270             | -11             | 11     | 0                  | 0                             | 0              |
| 18  | Guardameta | Esteban Alvarado | 0  | 0               | 0               | 0      | 0                  | 0                             | 0              |
| 23  | Guardameta | Patrick Sequeira | 0  | 0               | 0               | 0      | 0                  | 0                             | 0              |

| N.° | Pos            | Jugador           | PJ | Minutos jugados | Goles | Asistencias | Tarjetas Amarillas | Doble tarjeta amarilla y roja | Tarjetas rojas |
| --- | -------------- | ----------------- | -- | --------------- | ----- | ----------- | ------------------ | ----------------------------- | -------------- |
| 2   | Defensa        | Daniel Chacón     | 1  | 1               | 0     | 0           | 0                  | 0                             | 0              |
| 3   | Defensa        | Juan Pablo Vargas | 1  | 90              | 1     | 0           | 0                  | 0                             | 0              |
| 4   | Defensa        | Keysher Fuller    | 3  | 254             | 1     | 0           | 0                  | 0                             | 0              |
| 5   | Centrocampista | Celso Borges      | 3  | 251             | 0     | 0           | 1                  | 0                             | 0              |
| 6   | Defensa        | Óscar Duarte      | 3  | 270             | 0     | 0           | 1                  | 0                             | 0              |
| 7   | Delantero      | Anthony Contreras | 3  | 127             | 0     | 0           | 1                  | 0                             | 0              |
| 8   | Defensa        | Bryan Oviedo      | 3  | 202             | 0     | 0           | 0                  | 0                             | 0              |
| 9   | Centrocampista | Jewison Bennett   | 3  | 102             | 0     | 0           | 0                  | 0                             | 0              |
| 10  | Centrocampista | Bryan Ruiz        | 1  | 29              | 0     | 0           | 0                  | 0                             | 0              |
| 11  | Delantero      | Johan Venegas     | 1  | 74              | 0     | 0           | 0                  | 0                             | 0              |
| 12  | Delantero      | Joel Campbell     | 3  | 270             | 0     | 0           | 1                  | 0                             | 0              |
| 13  | Centrocampista | Gerson Torres     | 1  | 65              | 0     | 0           | 0                  | 0                             | 0              |
| 14  | Centrocampista | Youstin Salas     | 2  | 46              | 0     | 0           | 0                  | 0                             | 0              |
| 15  | Defensa        | Francisco Calvo   | 2  | 180             | 0     | 0           | 2                  | 0                             | 0              |
| 16  | Defensa        | Carlos Martínez   | 1  | 45              | 0     | 0           | 0                  | 0                             | 0              |
| 17  | Centrocampista | Yeltsin Tejeda    | 3  | 270             | 1     | 1           | 0                  | 0                             | 0              |
| 19  | Defensa        | Kendall Waston    | 3  | 225             | 0     | 0           | 0                  | 0                             | 0              |
| 20  | Centrocampista | Brandon Aguilera  | 3  | 88              | 0     | 0           | 0                  | 0                             | 0              |
| 21  | Centrocampista | Douglas López     | 0  | 0               | 0     | 0           | 0                  | 0                             | 0              |
| 22  | Defensa        | Ronald Matarrita  | 2  | 24              | 0     | 0           | 0                  | 0                             | 0              |
| 24  | Centrocampista | Roan Wilson       | 1  | 1               | 0     | 0           | 0                  | 0                             | 0              |
| 25  | Centrocampista | Anthony Hernández | 0  | 0               | 0     | 0           | 0                  | 0                             | 0              |
| 26  | Centrocampista | Álvaro Zamora     | 1  | 29              | 0     | 0           | 0                  | 0                             | 0              |

### Goleadores
| N.°   | Jugador           | Anotado | PJ | Prom. | Jugada | Cabeza | TL | Penal |
| ----- | ----------------- | ------- | -- | ----- | ------ | ------ | -- | ----- |
| 1     | Juan Pablo Vargas | 1       | 1  | 1     | 1      | 0      | 0  | 0     |
| 1     | Keysher Fuller    | 1       | 3  | 0.33  | 1      | 0      | 0  | 0     |
| 1     | Yeltsin Tejeda    | 1       | 3  | 0.33  | 1      | 0      | 0  | 0     |
| Total | Total             | 3       | 3  | 1     | 3      | 0      | 0  | 0     |

### Asistencias
| N.°   | Jugador        | Asistencia | Jugada | Cabeza | TL | SdE |
| ----- | -------------- | ---------- | ------ | ------ | -- | --- |
| 1     | Yeltsin Tejeda | 1          | 1      | 0      | 0  | 0   |
| Total | Total          | 1          | 1      | 0      | 0  | 0   |

### Tarjetas disciplinarias
| N.°   | Jugador           | Amonestado | Otorgado · Expulsado | Expulsado | Sanción               |
| ----- | ----------------- | ---------- | -------------------- | --------- | --------------------- |
| 1     | Francisco Calvo   | 2          | 0                    | 0         | Pérdida de un partido |
| 2     | Joel Campbell     | 1          | 0                    | 0         |                       |
| 3     | Anthony Contreras | 1          | 0                    | 0         |                       |
| 4     | Celso Borges      | 1          | 0                    | 0         |                       |
| 4     | Óscar Duarte      | 1          | 0                    | 0         |                       |
| Total | Total             | 6          | 0                    | 0         |                       |